# Chœur de flûtes

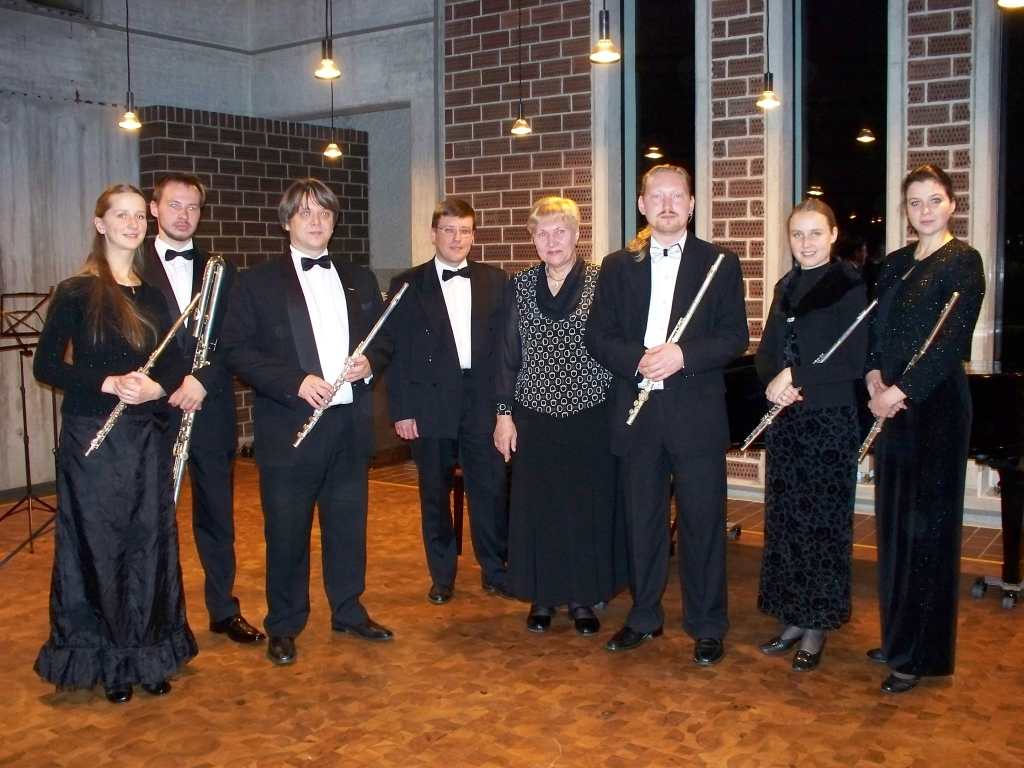
Ensemble Syrinx

Un chœur de flûtes (ensemble ou orchestre de flûtes) est un ensemble comprenant une gamme d’instruments de la famille des flûtes traversières de plusieurs tessitures, plusieurs flûtes en ut, s’étendant dans l’aigu au piccolo, et également dans le grave avec au moins une ou plusieurs flûte alto ou basse, et plus rarement avec une flûte octobasse ou contrebasse. Les ensembles de flûtes comprennent fréquemment un ou plusieurs instruments d’une autre famille tels que violoncelle, guitare, basson ou contrebasse, permettant d'élargir un peu plus leur tessiture.

## Développement
Les ensembles de flûtes sont apparus en Amérique du Nord dans les années 1960 et se sont particulièrement développés dans les universités ce qui amena la composition de transcriptions et d’adaptations puis la création d’œuvres originales. Une organisation la National Flute Association regroupant ces formations s’est créée.
Les chœurs de flûtes sont moins répandus en Europe.

## Instrumentation
Les instruments composant les chœurs de flûtes sont les suivants :
- Piccolo ou petite flûte (une octave au-dessus de la grande flûte) ;
- Flûte en ut ou grande flûte, les plus nombreuses, généralement réparties en plusieurs pupitres : flûtes 1, 2, 3, 4…
- Flûte alto (une quarte en dessous de la grande flûte) ;
- Flûte basse (une octave en dessous de la grande flûte).

L’instrumentation est, au minimum, d’un piccolo, de 3 ou 4 flûtes en ut, d’une flûte alto et d’une flûte basse, ou plus étoffée, approximativement dans cette proportion.
La présence d’un ou plusieurs instruments graves étrangers à la famille des flûtes (violoncelle, basson, clarinette, clarinette basse, guitare, contrebasse) est fréquente pour enrichir le timbre et assurer une meilleure assise de basses à l'ensemble
La flûte contrebasse, aussi appelée octobasse, qui sonne deux octaves sous la grande flûte est plus rare. Sa tessiture est celle du violoncelle mais cet instrument est moins sonore.
La présence d’une flûte double contrebasse ou hyperbasse qui sonne 3 octaves sous  la flûte en ut  est exceptionnelle car cet instrument très volumineux et  coûteux est très peu maniable.
Des flûtes de tessitures particulières, sonnant une quinte au-dessus de la grande flûte (soit une quarte au-dessous du piccolo), une tierce mineure au-dessus de la grande flûte ou deux octaves au-dessous la flûte alto (flûte subcontrebasse) sont utilisées dans certains orchestres américains
.

## Répertoire
Le répertoire original pour ensemble de flûtes était à peu près inexistant lors de la création des chœurs de flûtes dans les années 1960.
De nombreux duos, trios ou quatuors de flûtes de la période classique existent, pour la plupart de compositeurs secondaires, mais ces œuvres sont des pièces de musique de chambre datant d'une époque où les seuls instruments de la famille étaient la grande flûte et le piccolo, et non des compositions pour chœur de flûtes.
Les 6 concertos pour 5 flûtes de Joseph Bodin de Boismortier dont l’accompagnement de basse continue peut être adapté pour flûtes basse et alto sont une exception.
La majorité des pièces interprétées par les ensembles de flûtes sont donc des transcriptions d’œuvres classiques, des adaptations de musiques de films ou de mélodies. Quelques pièces ont été composées récemment pour chœurs de flûtes par, entre autres, Sophie Lacaze, Phyllis Louke, Catherine McMichael, Ron Korb, Judy Nishimura, Doina Rotaru, Gretchen Morse ou encore Bernard Wystraëte.

### Compositions
- John Luther Adams : Strange Birds Passing (1983)
- Sonny Burnette : Stained Glass Images (1995)
- Howard J. Buss : Festival (1996), Prelude and Dance (2002), Prelude and Intrada (2011), Energico (2009), Levis Dream (2014), Zephyrs of the Dawn (2016) (Brixton Publications)
- Ian Clarke : Within pour 7 flûtes (2003)
- Samantha Cooke : Purple Earth (1998)
- Bakalian, Craig Music for flute choir (2 piccolos, 6 flûtes en ut, flûte alto, flûte basse[3]
- Renaud Déjardin Variation sur un air irlandais (2 piccolos, 12 flûtes en ut, 2 flûtes alto, 1 flûte basse)[4]
- Matt Doran : Sextet (1987)
- Walter Feldmann : Fort et Longtemps for 8 flutes (1999)
- Lawrence Ink : Three Pieces for Flute Choir (2011)
- June Kirlin : The Fountain (1999)
- Sophie Lacaze : Het Lam Gods II, concerto pour flûte et orchestre de flûtes (2007)
- Stephen Lias : Melange of Neumes (2009)
- Till MacIvor Meyn : Preludio y Tango (2002)
- Gretchen L. Morse 
  - Furry Leaves
  - Woodbridge Suite
- Doina Rotaru : Florilegium, concerto for flute and flute choir (1996)
- Ira-Paul Schwarz : Harlequin Suite (2000)
- David Uber : Sonnets (1982)
- Greg Lutz : Afternoon with the Kiddo (2009)
- Ron Korb : Beckett's Whisper (2013) [5]
- Ryan Trew : Four Pieces for Flute Ensemble (2005)
- Tomas Friberg : Fantasia on a phrase by Monteverdi (2008-2009)
- Þráinn Hjálmarsson : Grisaille (2015), Diptych (2015)
- Ricardo Matosinhos : 4 Impressions (2015), Onde é que eu já ouvi isto? (2015)
- Roger Craig Vogel : Christmas Long Ago (2016), Roman Festivals (2016) (Howard J. Buss Publications)
- Wystraëte Bernard : Cool flautas

### Transcriptions
- Johann Sebastian Bach Concerto Brandebourgeois No. 6 (arr. Scott Goff)
- Georges Bizet Carmen Fantasy (arr. Mary Jean Simpson)[6]
- Georges Bizet Habanera de "Carmen" (arr. Craig Mason)
- Alexandre Borodine 3ème mouvement (Nocturne) du Quatuor à cordes no 2 (arr. Patrick Daily)
- Felix Mendelssohn-Bartholdy Ouverture "Die Hebriden" op. 26 (arr. Daniel Pfister)
- Michio Miyagi Haru No Umi (La mer au printemps) 1929 (arr. Sandra Howard)
- Arvo Pärt Da Pacem Domine (Arr. Christophe Roger) Projet « 1001 flûtes » à la Philharmonie de Paris
- Ottorino Respighi Ancient Airs and Dances, Suite No. 1 (arr. Victoria Jicha)
- Melouki Radhi Soleil brûlant du désert tunisien (arr. Frédéric Colledani)
- Maurice Ravel Le Tombeau de Couperin (arr. Jacques Larocque)
- Joaquin Rodrigo Fantaisie pour un gentilhomme (arr. Michel Lesourd)
- Camille Saint-Saëns Danse Macabre (arr. Angeleita Floyd)
- Johann Strauss Ouverture de la Chauve Souris (arr. Tom Kennedy)
- Peter Ilyich Tchaikovsky
  - Casse-Noisette (arr. Michael Axtell)
  - Andante Cantabile du quatuor à cordes No. 1 (arr. Jennifer Higdon)
- Joaquín Turina Danzas fantásticas op. 22 (arr. Ivan Pakhota)